# Poliana micra
Poliana micra là một loài bướm đêm thuộc họ Sphingidae. Nó được tìm thấy ở arid scrubland from Somalia to miền đông Kenya.
Chiều dài cánh trước là 22–28 mm. Thân màu xám.